# Francesco Manniello
Francesco Manniello detto Franco (Castellammare di Stabia, 14 febbraio 1955) è un politico, dirigente sportivo e imprenditore italiano.

## Biografia
Dopo aver conseguito la laurea in giurisprudenza, nel 1985 fonda un'azienda operante nel settore della sanità privata.

### Politica

#### Elezioni regionali 2010
Nel 2010 decide di accogliere la richiesta di esponenti della società civile in politica, candidandosi nel partito dell'UDC alle elezioni per diventare consigliere regionale della regione Campania. Pur raccogliendo quasi 11.000 preferenze personali alla prima esperienza politica, non riesce tuttavia a divenire Consigliere regionale, risultando il secondo dei non eletti all'interno della sua lista. Successivamente, lascia l'UDC in segno di protesta contro la gestione del Partito di Casini nella regione Campania.

### Calcio

#### Dirigente sportivo
Nel 2008 diviene vicepresidente della Juve Stabia, squadra della sua città natìa per poi diventare presidente insieme a Francesco Giglio, ex presidente del Sorrento. Dopo un primo anno culminato con la retrocessione in seconda divisione, seguono anni strepitosi per la squadra campana, caratterizzati dalla promozione in Prima Divisione e poi in Serie B, e con la conquista della Coppa Italia della Lega Pro. In particolare, durante il campionato di Lega Pro Prima Divisione 2010-2011 la Juve Stabia vince la finale dei play-off contro l'Atletico Roma e dopo sessant'anni ritorna a solcare i campi della Serie B. Cede la società all'imprenditore Andrea Langella nell'estate del 2020.